# Der Pfarrgarten von Nuenen im Frühjahr
Der Pfarrgarten von Nuenen im Frühjahr (niederländisch Lentetuin, de pastorietuin te Nuenen in het voorjaar) ist ein Ölgemälde des niederländischen Malers Vincent van Gogh. Es ist als Querformat von 25 × 57 Zentimeter auf Papier gemalt und auf Holz aufgezogen. Van Gogh malte dieses Gemälde und fast zweihundert weitere während seines Aufenthalts in Nuenen in den Jahren von 1883 bis 1885. Dort hatte sein Vater eine Pfarrstelle, und Vincent van Gogh malte viele Szenen aus dem Ort und seiner Umgebung, darunter das Pfarrhaus und dessen Garten. Der Pfarrgarten von Nuenen im Frühjahr entstand im Mai 1884, nachdem van Gogh bereits im Winter mehrere Zeichnungen des Motivs angefertigt hatte.

## Beschreibung
Das Gemälde zeigt in einem außergewöhnlich breiten Querformat den Blick über den Garten des Pfarrhauses von Nuenen auf den alten Friedhofsturm. Dieses baufällige Gebäude befindet sich in der Mitte des Hintergrunds. An beiden Seiten des Gemäldes sind Bäume dargestellt, die die Blicklinie alleeartig flankieren. Im Vordergrund steht zwischen Büschen, die noch nicht ausgetrieben haben, eine weibliche, dunkel gekleidete Figur auf einem Weg, der leicht schräg zur Bildmitte verläuft.
Das ungewöhnliche Querformat lässt darauf schließen, dass van Gogh ein Hilfsmittel aus Holz benutzte, das er selbst als „Perspektivrahmen“ zu bezeichnen pflegte. Der Rahmen erleichterte ihm die Arbeit an der Komposition eines Bildes.

## Hintergrund
Von 1881 bis 1883 lebte van Gogh mit der Prostituierten Sien in Den Haag, finanziell von seinem jüngeren Bruder Theo van Gogh unterstützt. Sien brachte nicht nur ein Kind in die Beziehung, sondern war schwanger und gebar 1882 ein zweites Kind. Während der Haager Periode schuf van Gogh etwa 200 Entwürfe, überwiegend Landschaften sowie Porträts von Sien. Die Beziehung endete im September 1883 und van Gogh zog Ende Dezember zu seinen Eltern nach Nuenen, wo sein Vater seit Kurzem als Pfarrer tätig war. In der Waschküche des Pfarrhauses wurde ein Atelier für Vincent eingerichtet. Van Gogh blieb etwa zwei Jahre in Nuenen und war sehr produktiv, wobei seine Arbeiten überwiegend in dunklen Erdtönen gehalten waren und noch nicht die leuchtenden Farben seines Spätwerks aufwiesen. Neben zahlreichen Zeichnungen und Aquarellen entstanden in Nuenen fast zweihundert Gemälde, von denen Die Kartoffelesser das bekannteste ist.
Die meisten der Zeichnungen und Gemälde van Goghs aus der Nuenener Periode sind Landschaften und Genreszenen des bäuerlichen Lebens der Gegend. Das Motiv des Pfarrgartens in Nuenen malte van Gogh mindestens sieben Mal. Im Winter 1884/1885, kurz nach seiner Ankunft in Nuenen, fertigte er zunächst mehrere Zeichnungen des Gartens an. Den Pfarrgarten von Nuenen im Frühjahr malte van Gogh im Mai 1884. Im Januar 1885 entstand Der Pfarrgarten in Nuenen im Schnee, wiederum ein Landschaftsbild des Pfarrgartens mit dem alten Friedhofsturm im Bildzentrum, aber nun als Schneelandschaft. Das wohl bedeutendste Werk dieser Serie war Der Pfarrgarten in Nuenen mit Teich und Figuren, ein großformatiges Ölgemälde, das während des Zweiten Weltkriegs zerstört wurde. Van Gogh empfand die Serie als seine bis dahin bedeutendsten Arbeiten und versuchte, diese Bilder durch seinen Bruder Theo, der in Paris in einer renommierten Kunsthandlung angestellt war, zu verkaufen. Theo konnte die Bilder seines Bruders jedoch nicht seinen eigenen Vorstellungen entsprechend vermarkten. Auch der Versuch, die Bilder durch seinen ehemaligen Lehrer Anthon van Rappard zu verkaufen, scheiterte. Schwer enttäuscht wandte sich van Gogh nun der Genremalerei zu und malte im Frühjahr 1885 Die Kartoffelesser.

Der Pfarrgarten von Nuenen im Werk van Goghs
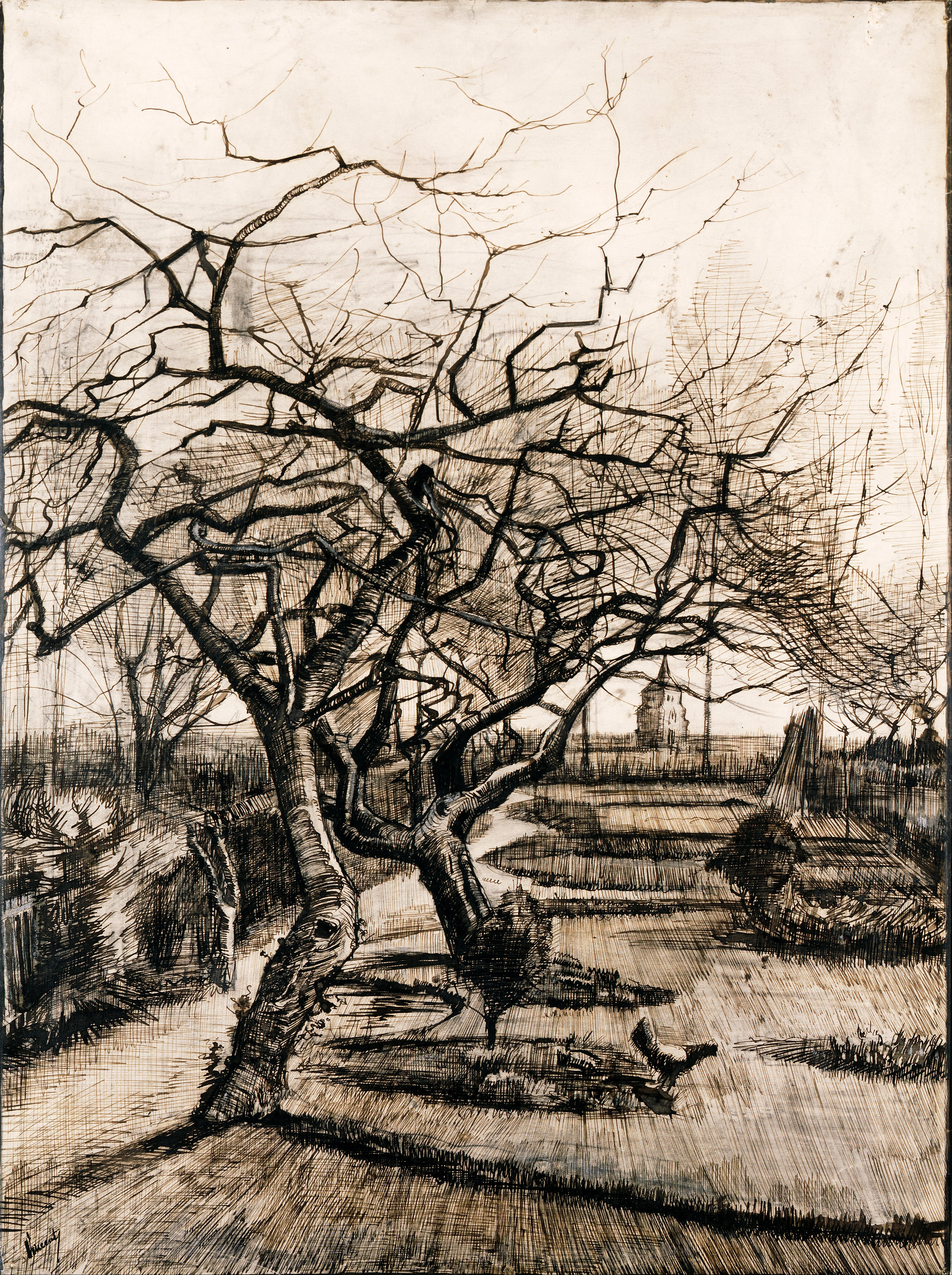
Pfarrgarten, Bleistift, Tinte und Bleiweiß auf Papier, 51,5 × 38,0 cm, 1884, Szépművészeti Múzeum, Budapest
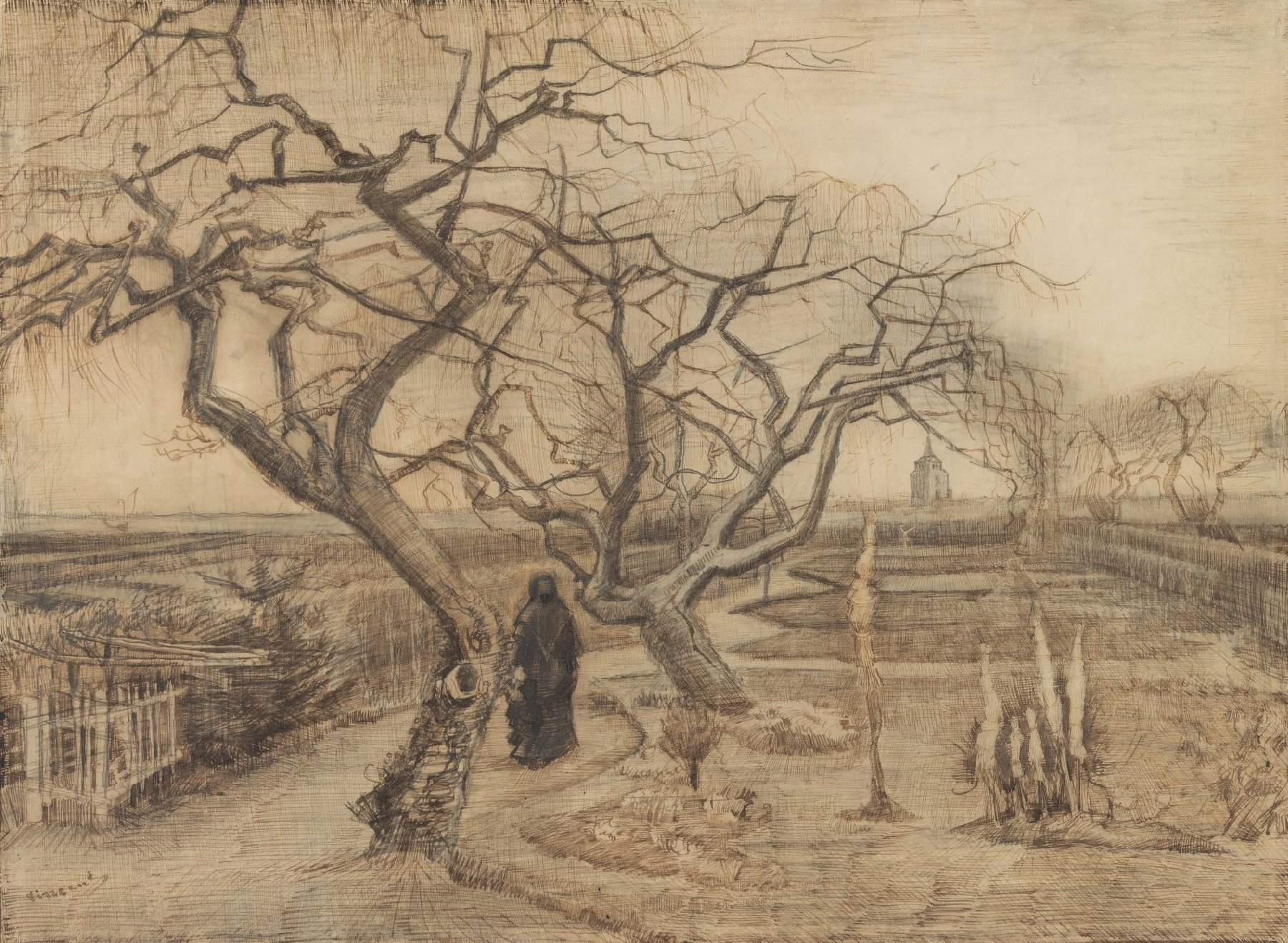
Wintergarten, Bleistift und Tinte auf Papier, 40,3 × 54,6 cm, März 1884, Van Gogh Museum, Amsterdam
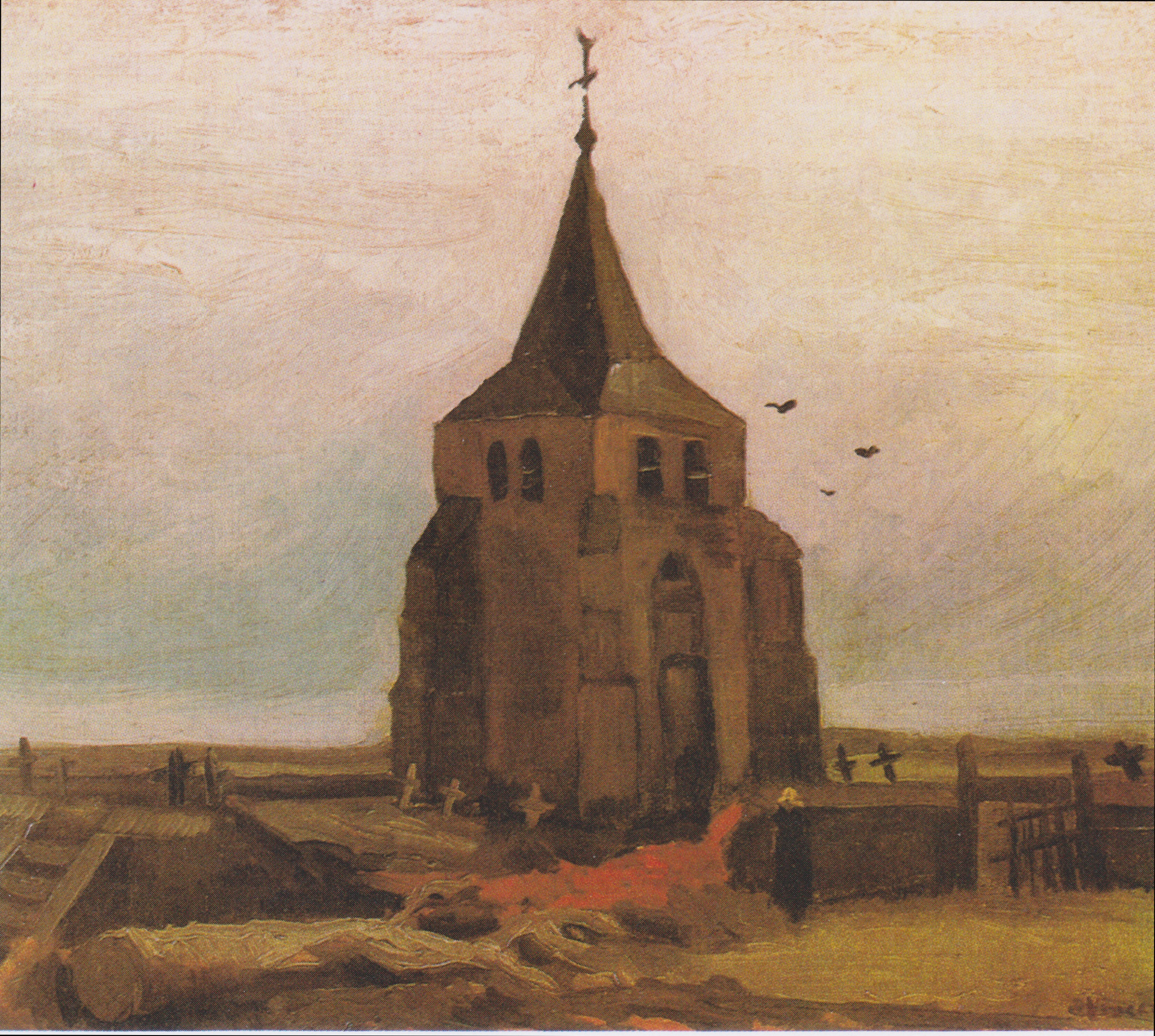
Der alte Friedhofsturm in Nuenen, Öl auf Leinwand auf Holz, 25 × 57 cm, 1884, Stiftung Sammlung E. G. Bührle, Zürich
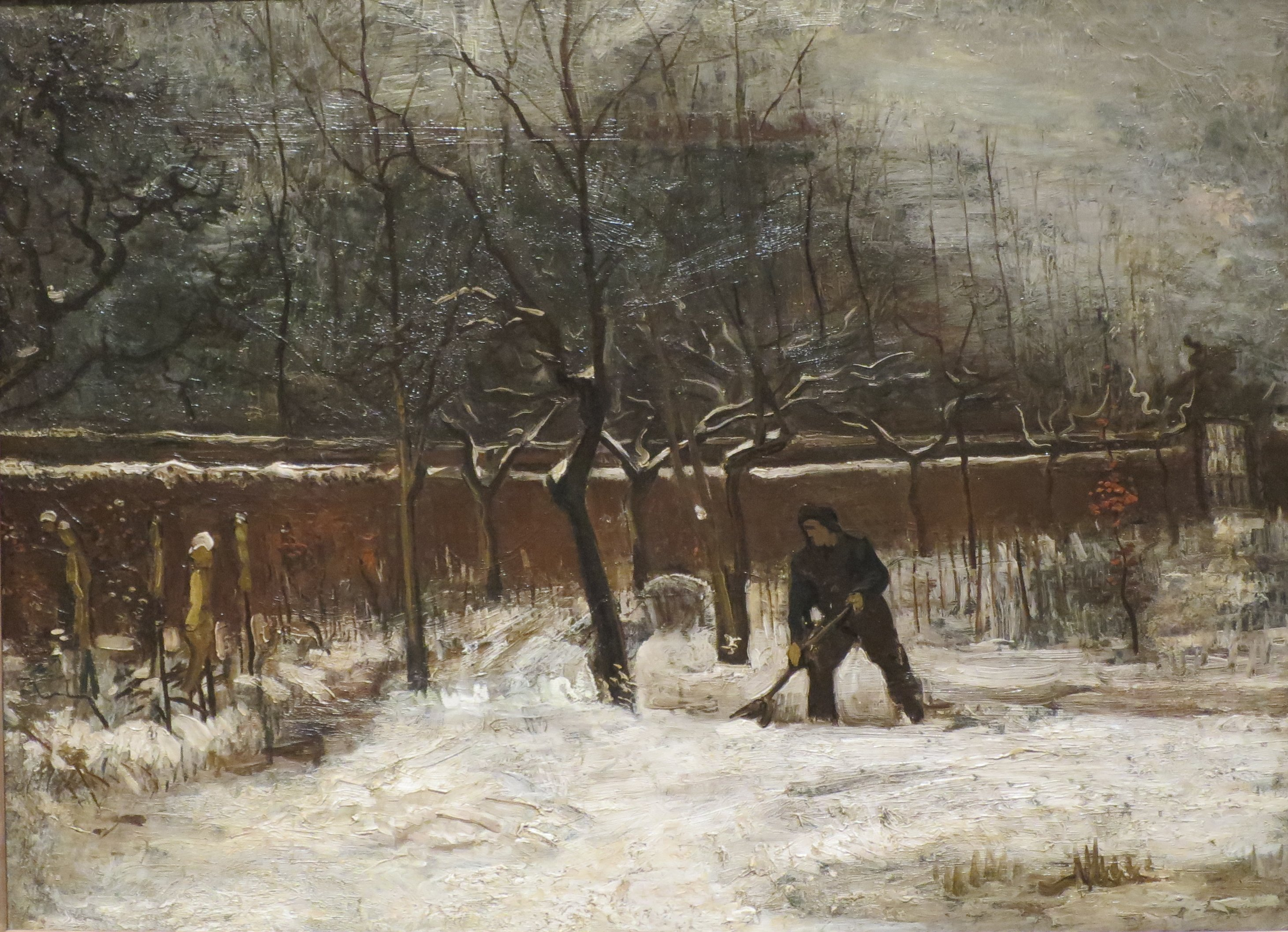
Der Pfarrgarten in Nuenen im Schnee, Öl auf Leinwand auf Holz, 51 × 77 cm, Januar 1885, Norton Simon Museum, Pasadena
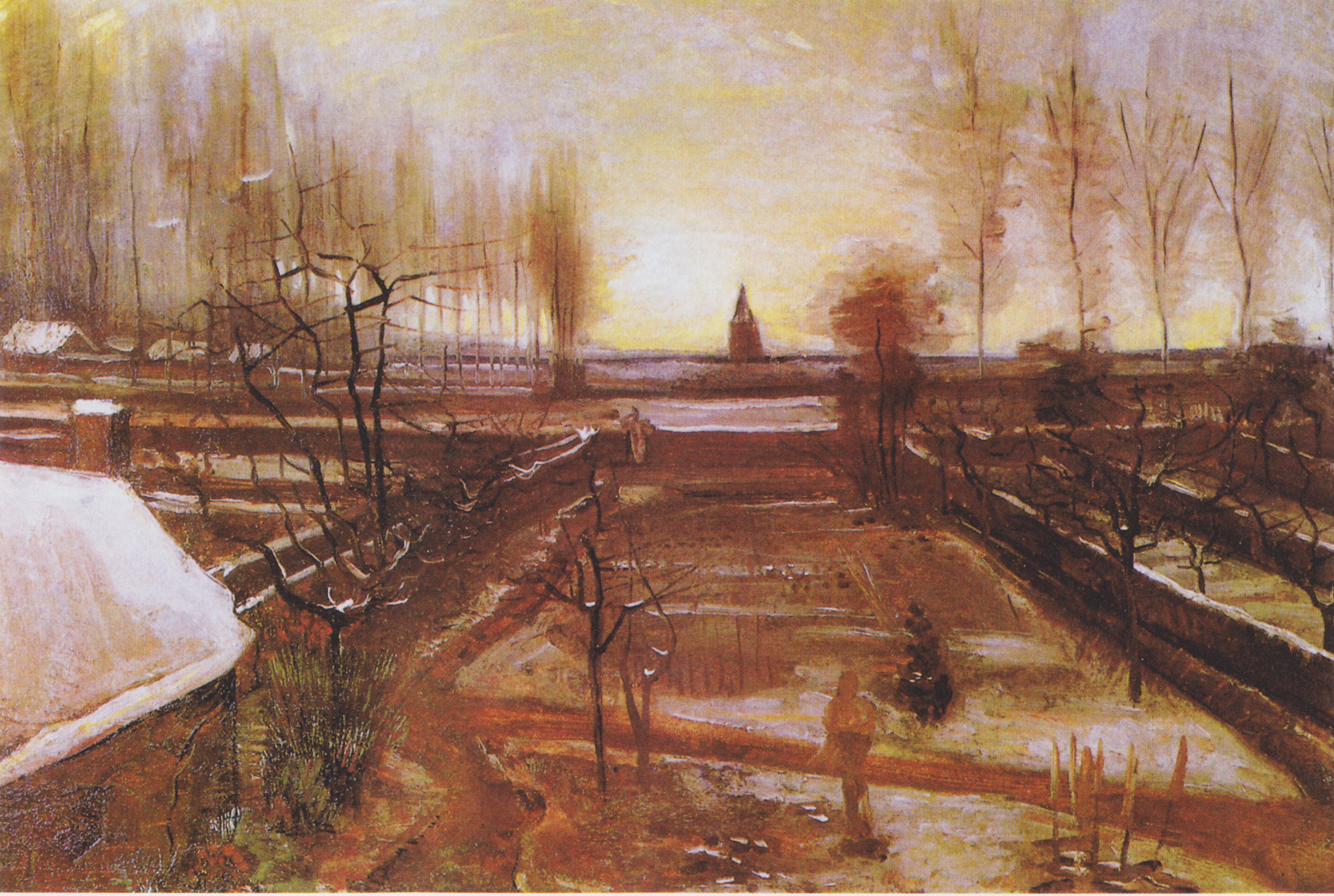
Der Pfarrgarten in Nuenen im Schnee, Öl auf Leinwand auf Holz, 53 × 78 cm, 1885, Armand Hammer Museum of Art, Los Angeles
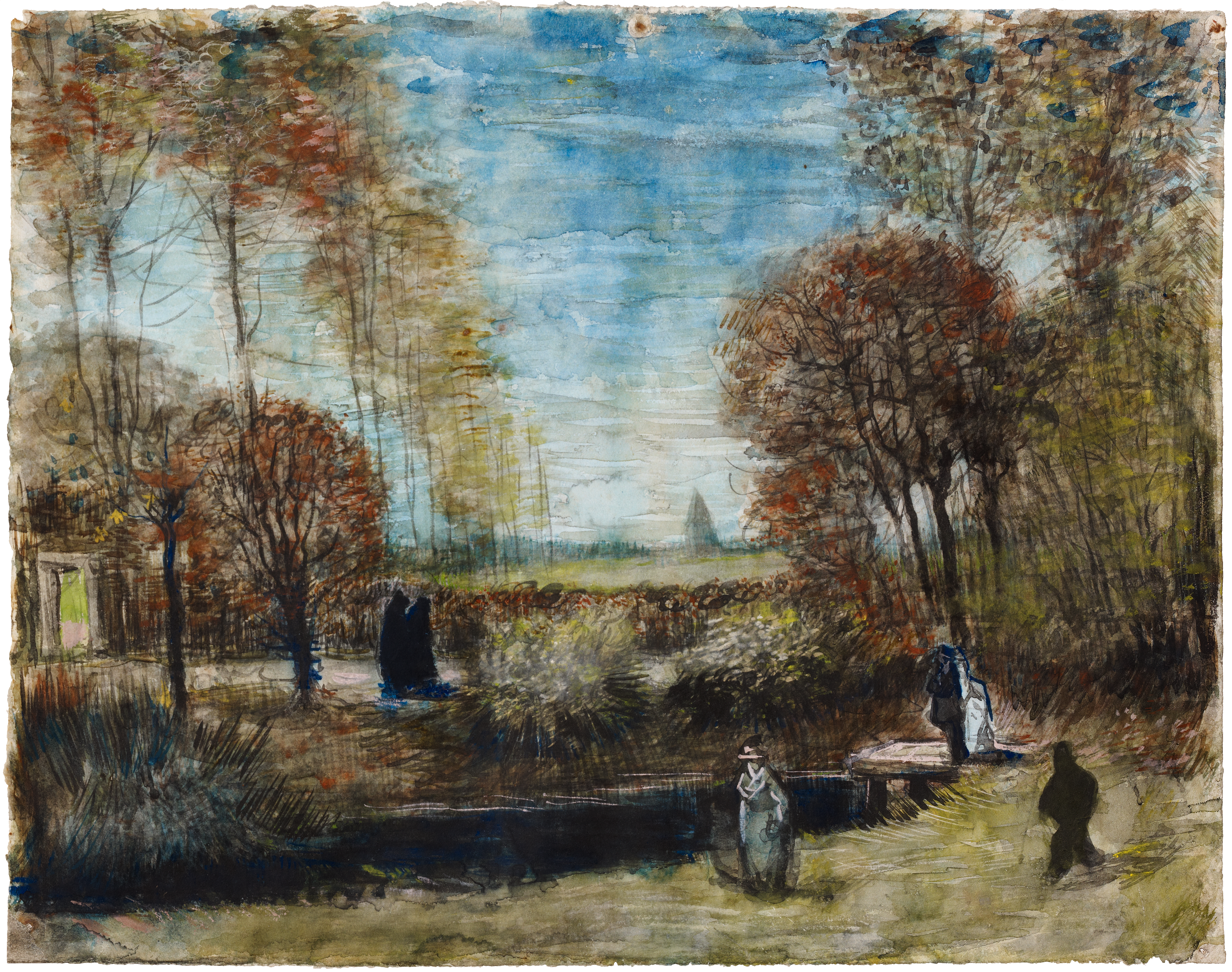
Der Pfarrgarten in Nuenen, Aquarell auf Papier, 38 × 49 cm, Oktober/November 1885, Noordbrabants Museum, ’s-Hertogenbosch
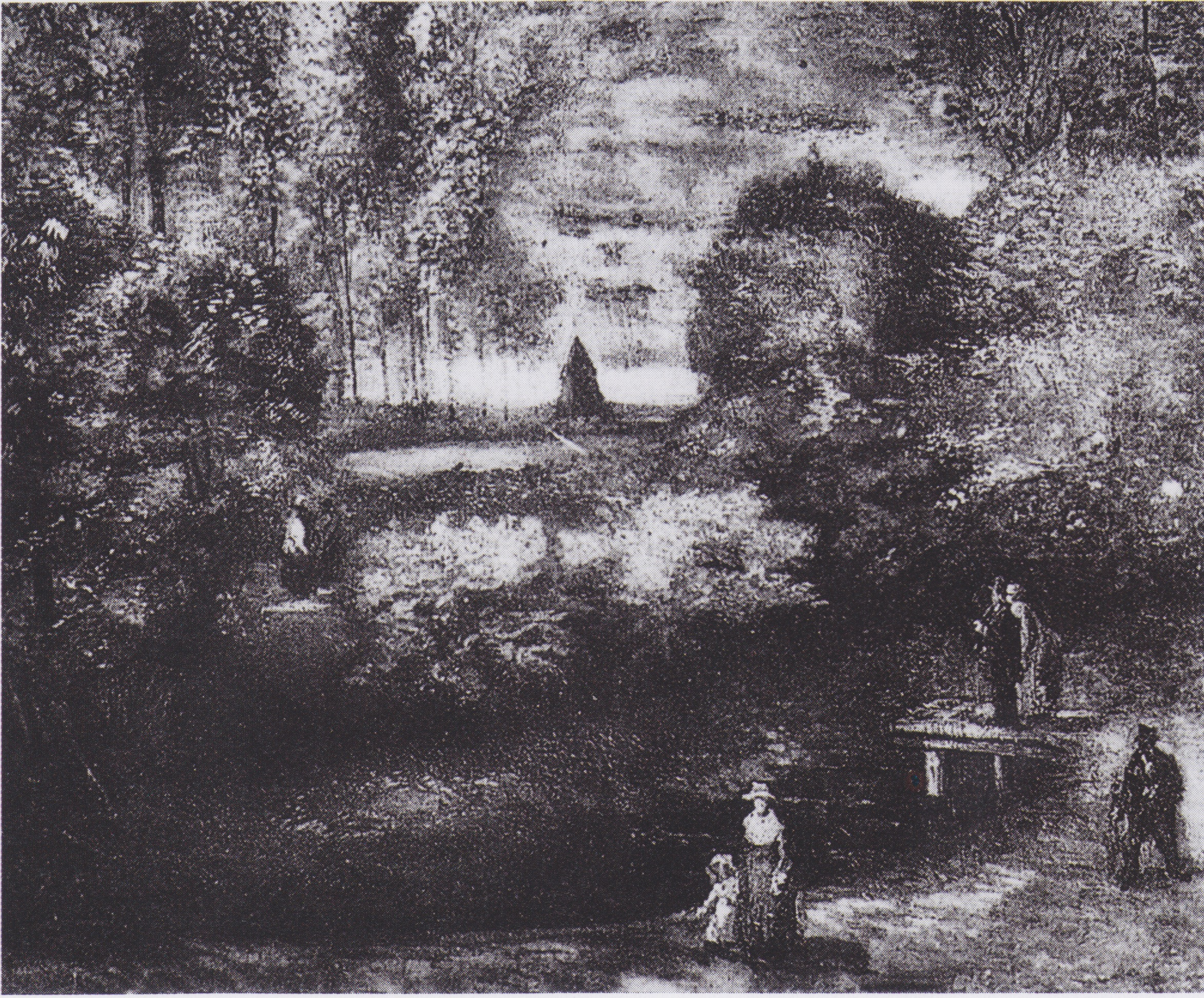
Der Pfarrgarten in Nuenen mit Teich und Figuren, Öl auf Holz, 92 × 104 cm, November 1885, im Zweiten Weltkrieg verbrannt

## Diebstahl im März 2020
Der Pfarrgarten von Nuenen im Frühjahr wurde 2020 vom Groninger Museum an das Singer Laren ausgeliehen, um dort von Januar bis Mai mit anderen Werken niederländischer Künstler um 1900 im Rahmen der Ausstellung Spiegel der Seele. Toorop bis Mondrian präsentiert zu werden. Wegen der COVID-19-Pandemie war das Museum in Laren am 14. März zunächst bis zum 1. Juni 2020 geschlossen worden. Am 30. März 2020, dem 167. Geburtstag van Goghs, drang um 03:15 Uhr ein Täter durch die gläserne Eingangstür, die er mittels eines Hammers zerschlug, in das Singer Laren ein. Nachdem er in dem Gebäude eine weitere Glastür eingeschlagen hatte, stahl er als einziges Kunstwerk den Pfarrgarten von Nuenen im Frühjahr. Die durch den Einbruch automatisch alarmierte Polizei traf nach wenigen Minuten am Tatort ein, der Täter war mit seiner Beute aber bereits geflohen.
Am 18. Juni 2020 veröffentlichte die niederländische Zeitung De Telegraaf auf ihrer Website ein Video, in dem Fotos des Gemäldes gezeigt wurden, die nach dem Diebstahl entstanden sind. Auf den Fotos sieht man die Vorder- und Rückseite des Gemäldes. Neben der Vorderseite ist zudem die Titelseite der Zeitung The New York Times vom 30. Mai 2020 und ein 2018 veröffentlichtes Taschenbuch von Wilson Boldewijn abgelichtet, das den niederländischen Titel Meesterdief – De bizarre Belevenissen van Van Gogh-Rover Okkie Durham (Meisterdieb – Die bizarren Erlebnisse von Van Gogh-Räuber Okkie Durham) trägt. Das Buch handelt unter anderem von einem Einbruchdiebstahl zweier Van-Gogh-Gemälde aus dem Amsterdamer Van Gogh Museum im Dezember 2002, den Octave „Okkie“ Durham mit Henk Bieslijn beging. Diese beiden Gemälde, Stürmische See bei Scheveningen und Die Reformierte Kirche in Nuenen, wurden im September 2016 in Italien in einer Villa des neapolitanischen Camorra-Paten Raffaele Imperiale gefunden, beschlagnahmt und im Januar 2017 dem Van Gogh Museum zurückgegeben.
Die am 18. Juni veröffentlichten Fotos waren laut der Zeitung zunächst dem auf Kunstdiebstähle spezialisierten Detektiv Arthur Brand zugespielt worden. Laut ihm soll das Gemälde leicht beschädigt sein, aber sonst noch gut aussehen. Experten gehen davon aus, dass es sich um das Original handelt, da sich auf der Rückseite des Gemäldes einzigartige Kennzeichen befinden. Die Polizei untersuchte die Fotos.
Am 6. April 2021 konnte die niederländische Polizei in der Gemeinde Baarn in der Provinz Utrecht den 58-jährigen Täter festnehmen. Ihm wurde neben dem Diebstahl des Pfarrgarten von Nuenen im Frühjahr vorgeworfen, am 26. August 2020 aus dem kleinen Museum Hofje van Mevrouw van Aerden in Leerdam Frans Hals’ Gemälde Zwei lachende Jungen mit Bierkrug aus dem Jahr 1627 gestohlen zu haben. Der Täter wurde im Juli 2022 in einer Berufungsverhandlung zu einer Freiheitsstrafe von acht Jahren, der Höchststrafe für ein derartiges Delikt, verurteilt. Ihm wurden beide Diebstähle durch an den Tatorten gesicherte DNA-Spuren nachgewiesen. Beide Gemälde blieben zunächst verschollen.
Im September 2023 wurde das Bild Der Pfarrgarten von Nuenen im Frühjahr nach Ermittlungen des Kunstdetektivs Arthur Brand in Zusammenarbeit mit der niederländischen Polizei wiedergefunden.